# 3018 Godiva
3018 Godiva è un asteroide della fascia principale. Scoperto nel 1982, presenta un'orbita caratterizzata da un semiasse maggiore pari a 2,3681704 UA e da un'eccentricità di 0,1858557, inclinata di 4,73271° rispetto all'eclittica.
L'asteroide porta il nome di Lady Godiva, moglie del conte Leofrico di Coventry.